# Stamträdsteorin

Ett hypotetiskt stamträd där 5 och 9 är dotterspråk till 7, som i sin tur tillsammans med 2 utgör dotterspråk till ett ännu äldre språkstadium 6, och så vidare.

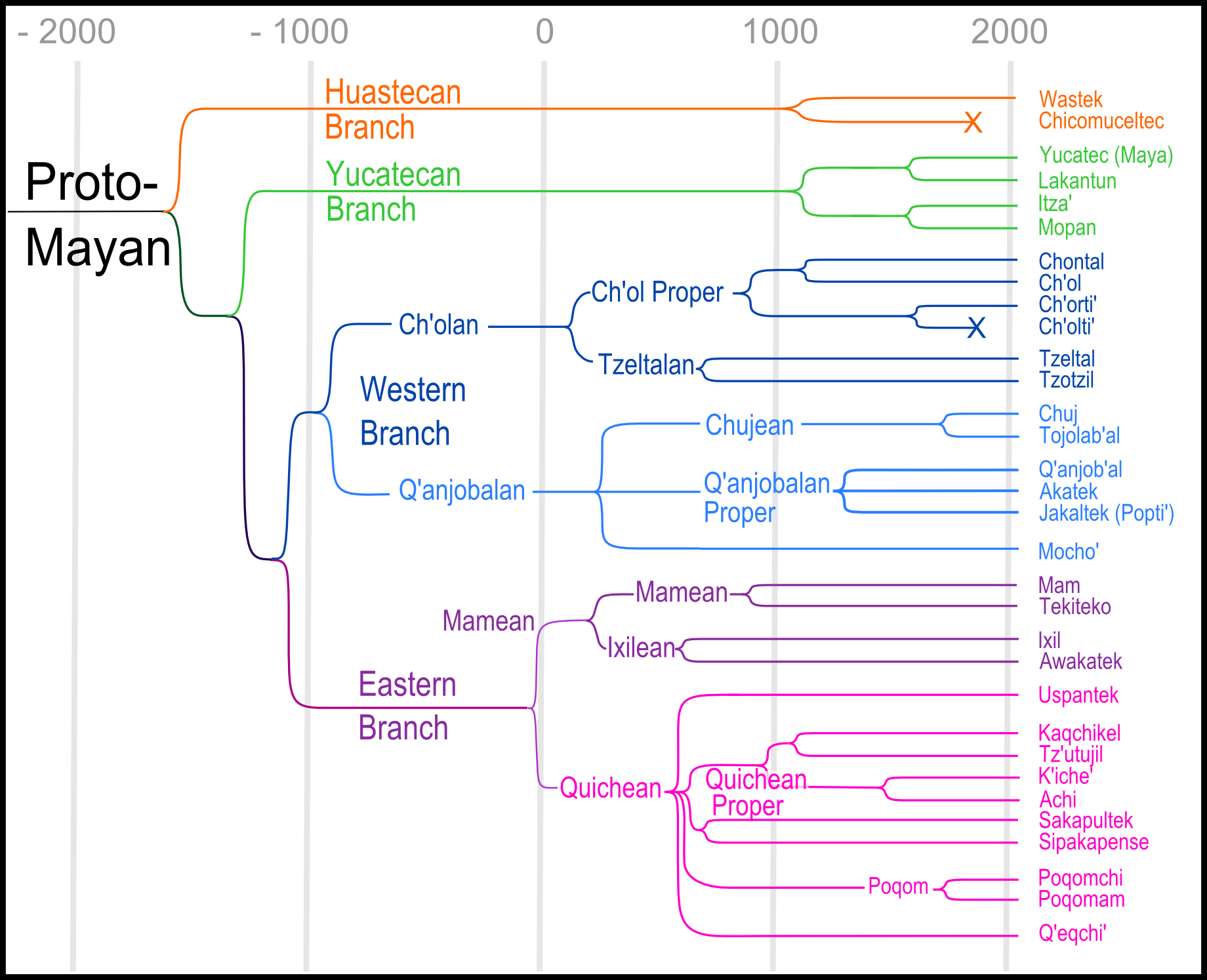
Stamträd över mayaspråk med alla nutida dotterspråk längst till höger, och urspråket längst till vänster.

Stamträdsteorin (av tyska Stammbaumtheorie) är inom historisk lingvistik en teori att språk är genetiskt besläktade på ett liknande sätt som människor, och kan delas in i språkfamiljer med ett (vanligtvis rekonstruerat) urspråk som det äldsta gemensamma stadiet i familjen. Detta brukar illustreras med en modell som kallas stamträd (släktträd). Denna modell visar hur språk inom samma språkfamilj är besläktade, där en gren på trädet illustrerar språklig förändring över tid och förgreningen av ett språk till så kallade dotterspråk.
Stamträdsteorin brukar associeras med den tyske språkforskaren August Schleicher (1821–1868), som använde stamträdsmodellen för att illustrera släktskapet mellan de indoeuropeiska språken, och är nära förknippad med den komparativa metoden, den vanligaste metoden för att etablera släktskap mellan språk och rekonstruera äldre stadier av dessa språk.
Stamträdsteorin kan endast representera det genetiska släktskapet mellan språk, det vill säga språkliga former som har ärvts över tid. Språk kan dock uppvisa samband som kan förklaras på andra sätt än genom genetiskt släktskap, till exempel lånord eller andra former av språkkontakt. För att illustrera sådana samband krävs andra modeller. Redan i slutet av 1800-talet lanserades vågteorin (av tyska Wellentheorie) som ett alternativ eller komplement till stamträdsteorin. Enligt denna modell sprider sig språkliga förändringar som ringar på vattnet över ett geografiskt område. Eftersom spridningen av olika språkliga förändringar inte täcker samma område kan det leda till att det inte går att dra några skarpa gränser mellan närliggande språk eller dialekter.